# Isidore de Charax
Isidore de Charax (en grec polytonique : Ἰσίδωρος ὁ Χαρακηνός / ʼIsídōros ho Charakīnós ; en latin : Isidorus Characenus) est un géographe et voyageur grec dont presque rien n'est connu. Selon son éditeur et traducteur Wilfred Harvey Schoff (en), son nom signifierait qu'il était natif de la ville de Charax, en Characène, au nord de l'actuel Golfe Persique. Cependant le mot grec « « charax » signifie simplement « palissade » et plusieurs autres villes fortifiées portaient ce nom.
M.-L. Chaumont situe sa naissance après 77 av. J.-C. et la rédaction de son Itinéraire sous le règne d’Auguste ou celui de Tibère.
Il a laissé une œuvre décrivant l'itinéraire commercial du Levant vers l'Inde, dont il ne reste que quelques fragments concernant notamment l'empire Parthe (Étapes parthes, Journée en Parthie, Description du monde). Il y situe la Médie-Rhagiènè, et décrit entre autres Demetriapolis et Apamée de Choarène. La source principale d'Isidore serait de provenance parthe et remonterait à la fin du IIIe siècle av. J.-C.